# Хадсон (Ајова)
Хадсон (енгл. Hudson) град је у америчкој савезној држави Ајова. По попису становништва из 2010. у њему је живело 2.282 становника.

## Демографија
Према попису становништва из 2010. у граду је живело 2.282 становника, што је 165 (7,8%) становника више него 2000. године.
| Група             | 2000.         | 2010.         |
| Белци             | 2.081 (98,3%) | 2.221 (97,3%) |
| Афроамериканци    | 4 (0,2%)      | 6 (0,3%)      |
| Азијати           | 9 (0,4%)      | 12 (0,5%)     |
| Хиспаноамериканци | 15 (0,7%)     | 36 (1,6%)     |
| Укупно            | 2.117         | 2.282         |